# Poste de campagne

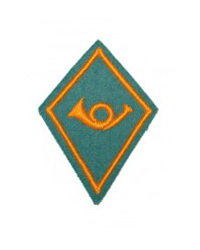
Emblème sur les uniformes militaires de la Poste de campagne

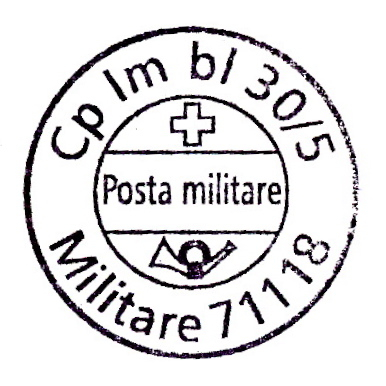
Tampon d'affranchissement de la poste de campagne en italien

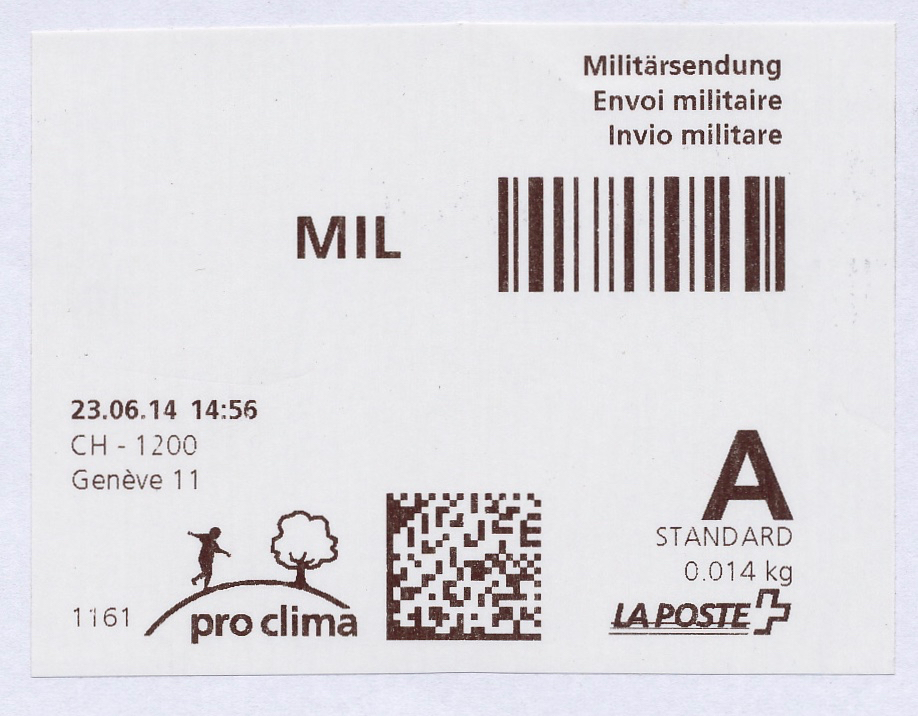
Un envoi militaire en franchise militaire de port à destination d'un membre de l'armée suisse

La Poste de campagne, en abrégé PCamp est la poste militaire de l'armée suisse.

## Description
L'expédition du courrier et des colis se fait en franchise militaire de port (gratuité). Elle permet ainsi l'envoi de colis militaire de nourriture par les familles à leurs membres incorporés.

## Colis militaires
Les colis de nourriture militaires, en allemand Fresspäckli ou Frässpäckli, est également utilisée par les organisations de jeunesse suisses, comme les scouts, lors de la réalisation de camps. La limite de poids est de 5 kg; en cas de dépassement, les frais de port doivent être entièrement pris en charge par l'expéditeur lui-même. Un maximum de 5 envois par jour peut être envoyé du même expéditeur à la même adresse militaire. Jusqu'à l'année 2006 des tentatives de record de colis militaires envoyés avaient lieu, c'était à celui qui recevrait le plus de colis en une journée. Ainsi, rien qu’en 2005, 20 nouveaux records ont été enregistrés. Ces records ont été organisés et mis en œuvre par des amis et des connaissances. Le 10 février 2006, le dernier record était établi : 555 colis au total, ont été reçus par Marco Meyer, recrue dans la caserne de Gossau (Saint-Gall). L’action a été organisée par sa petite amie, qui souhaitait ramener le record dans l’est de la Suisse après que son record de 365 colis avait été battu par l’Argovie avec 444 colis. Peu de temps après, le 9 mars 2006, un communiqué de presse du DDPS indiquait que, à la date du 15 mars 2006, seuls cinq colis par jour étaient transportés gratuitement par le même expéditeur.